# Eduard Meijers

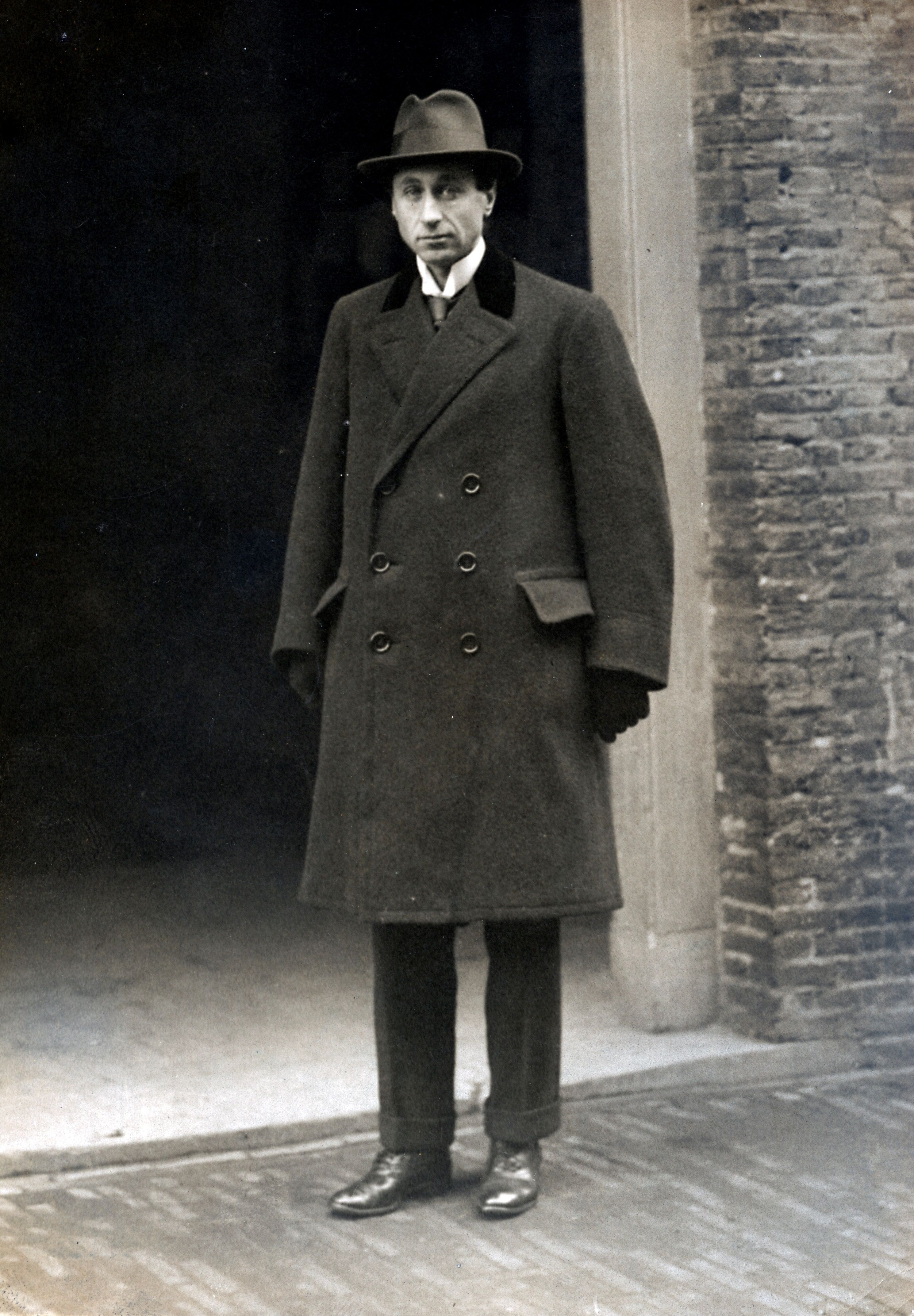
Eduard Meijers (1917)

Eduard Maurits Meijers (* 10. Januar 1880 in Den Helder; † 25. Juni 1954 in Leiden) war ein Hochschullehrer für Jura an der Universität Leiden. Er legte die Grundlagen für das heute in den Niederlanden gültige Burgerlijk Wetboek (Bürgerliches Gesetzbuch).

## Leben
Eduard Meijers war der Sohn des Marinearztes Isidor Meijers (* 2. Dezember 1838 in Hoorn) und seiner Ehefrau Julie Wolff (* 15. Mai 1847 in Den Haag; † 21. Februar 1933 in Amsterdam). Er durchlief die Grundschule und absolvierte eine weitere Ausbildung am Gymnasium in Amsterdam. Nach bestandenem Abitur studierte er ab 1897 an der Universität von Amsterdam Jura, wo Johannes Fredericus Houwing (* 17. April 1857 in Blolzijl; † 10. März 1921 in Doorn) sein prägender Lehrer wurde. Am 3. April 1903 promovierte er in Amsterdam mit dem Thema Dogmatische rechtswetenschap (deutsch: Dogmatische Rechtswissenschaft) zum Doktor der Rechte. Anschließend war er als Anwalt tätig, arbeitete ab 1905 im Zentralbüro für Sozialwesen unter Marie Willem Frederik Treub (* 30. November 1858 in Voorschooten; † 24. Juli 1931 in Den Haag) und wurde 1906 abermals Anwalt in Amsterdam. Als solcher engagierte er sich als Redakteur der Zeitschrift Sociaal Weekblad und gründete die Zeitschrift Rechterlijke beslissingen inzake de Wet op de Arbeidsovereenkomst, welche bis 1942 bestand. 1909 wurde er für die linksliberalen Partei Vrijzinnig Democratische Bond in den Stadtrat von Amsterdam gewählt. Er schrieb zahlreiche Zeitschriftenartikel zu politischen und kulturellen Themen und war an vielen Publikationen beteiligt. Auch war er der erste Jurist in den Niederlanden, der regelmäßig Kommentare zu Entscheidungen des Hohen Rates der Niederlande veröffentlichte.
Am 9. August 1910 wurde er auf die Professur für niederländisches Bürgerliches Recht und internationales Privatrecht an die Universität Leiden berufen. Am 2. November 1910 hielt er seine Antrittsvorlesung über De taak der rechtswetenschap ten aanzien der vrije rechtspraak (deutsch: Die Aufgabe der Rechtswissenschaften in Bezug auf die freie Rechtsprechung). Meijers wurde zu einer der maßgeblichen Persönlichkeiten der Universität. Zudem bekleidete er zahlreiche Ämter über die Universität hinaus. Er war Vorsitzender der niederländischen Juristenvereinigung und gehörte dem Vorstand der niederländischen Rechtsanwaltskammer an, zeitweilig war er deren Vorsitzender. 1914 wurde er Mitglied der Maatschappij der Nederlandse Letterkunde (Gesellschaft für niederländische Literatur) in Leiden. 1920 wurde er in die Königlich Niederländischen Akademie der Wissenschaften berufen. Auch der Koninklijke Vlaamse Academie voor Wetenschappen, Letteren en Schone Kunsten van België gehörte er an.
Nach der deutschen Besetzung der Niederlande im Zweiten Weltkrieg wurde Meijers aufgrund seiner jüdischen Herkunft am 23. November 1940 von seiner Professur entlassen. Sein einstiger Schüler Rudolph Cleveringa hielt daraufhin am 26. November 1940 eine flammende Rede gegen die Entlassung jüdischer Wissenschaftler an der Universität Leiden. Dies half allerdings Meijers nicht weiter. Am 7. August 1942 wurden er und seine Familie im Durchgangslager Westerbork interniert und am 4. September 1944 nach Theresienstadt deportiert. 1944 wurde Meijers in den Ältestenrat von Theresienstadt berufen und erklärte sich nach der Befreiung am 8. Mai 1945, nicht ohne Widerstand aus den eigenen Reihen, zum Sprecher der Überlebenden der „Nation der Niederländer“ in Theresienstadt. Er nahm Kontakt zu Königin Wilhelmina und Kronprinzessin Juliana auf und half, die Repatriierung der niederländischen Juden in die Heimat zu organisieren. Seinem hartnäckigen Drängen war es zu verdanken, dass die niederländischen Juden im Juni 1945 ausgeflogen wurden.
Nach der Befreiung von Theresienstadt durch die Rote Armee kehrte er in die Niederlande zurück, am 25. Juni 1945 traf er in Leiden ein. Die Universität Leiden nahm seine unter dem Druck der deutschen Besatzer verfügte Entlassung aus dem Hochschuldienst zurück. Bereits eine Woche später nahm er seine Lehrveranstaltungen wieder auf. Er lehrte bis zu seiner Emeritierung im Alter von 70 Jahren am 18. September 1950. 1947 wurde er von Königin Wilhelmina beauftragt, ein neues Bürgerliches Gesetzbuch für die Niederlande zu erstellen, eine Aufgabe, an der er bis zu seinem Tod im Jahre 1954 mitarbeitete. Der erste Teil (Bücher 1 bis 4) des Entwurfes für das neue Bürgerliche Gesetzbuch erschien 1954, kurz nach seinem Tod, im Druck.

## Ehrungen
- Meijers hatte sich im Lauf seines Lebens einen hervorragenden Ruf in der internationalen Juristenwelt erworben. Zahlreiche Universitäten wählten ihn zum Ehrendoktor, darunter die Universitäten in Aberdeen, Lille, Brüssel, Glasgow, Löwen (1949)[10] und die Sorbonne in Paris.
- 1929 wurde Meijers die höchste niederländischen Auszeichnung für Juristen verliehen, die Ehrenmedaille der Thorbeckestiftung.[11]
- 1949 wurde Meijers zum Kommandeur des Ordens vom niederländischen Löwen ernannt.[12]
- Meijers war Kommandeur des Ordens von Oranje Nassau.

## Familie
Eduard Meijers verheiratete sich am 12. August 1909 in Amsterdam mit Tony Gottschalk (* 11. Juni 1885 in Amsterdam; † 2. Januar 1977 in Leiden), die Tochter des Robert Gottschalk (* 9. Mai 1856 in Essen/Deutschland; † 27. Oktober 1948 in Leiden) und dessen Frau Olga Heijmann (* 11. Mai 1861 in Dortmund/Deutschland; † 25. Dezember 1940 in Amsterdam). Aus der Ehe stammen vier Töchter:
- Olga Judith Meijers (* 25. September 1910; † 24. August 2003 in Amsterdam) verheiratet am 31. März 1938 in Leiden mit Ivo Samkalden (* 10. August 1912 in Rotterdam; † 11. Mai 1995 in Amsterdam)
- Nora Meijers (* 26. Dezember 1911 in Leiden; † 4. Dezember 2000 in Den Haag) verheiratet am 7. April 1938 in Leiden (geschieden: 15. November 1940 ebd.) mit Albert Jean Haex (* 25. April 1913 in Maastricht)
- Tony Tine Meijers (* 6. April 1913 in Leiden; † 8. Dezember 2009 in Den Haag) verh. J. Th. Vermeulen[14]
- Clara Caritas Meijers (* Februar 1918 in Leiden)[15]

## Schriften (Auswahl)
- Kleinindustrieën ten platten lande (= Uitgaven van het Centraal Bureau voor Sociale Adviezen. 1). Tijl, Zwolle 1906.
- Landbouwcoöperatie in Nederland. J. Müller, Amsterdam 1907.
- De arbeidsovereenkomst. (Wet van den 13den Juli 1907, Stbl.193). Tjeenk Willink, Haarlem 1908, (Auch: 1912, 1924).
- De taak der rechtswetenschap ten aanzien der vrije rechtspraak. Tjeenk Willink, Haarlem 1910, (Leiden, Rijksuniversiteit, Dissertation, 1910).
- Bijdrage tot de geschiedenis van het internationaal privaat- en strafrecht in Frankrijk en de Nederlanden. Tjeenk Willink, Haarlem 1914.
- Erfrecht (= Handleiding tot de beoefening van het Nederlandsch burgerlijk recht. 4). Tjeenk Willink, Zwolle 1915, (Zahlreiche Auflagen).
- Aansprakelijkheid en décharge van directeuren van naamloze vennootschappen. Muusses, Purmerend 1923.
- Iuris interpretes saec. XIII. Septingentesimo anno studi Neapolitani. Perrella, Neapel 1924.
- De beteekenis der burgerlijke wet in de huidige samenleving. Tjeenk Willink, Haarlem 1927.
- Le droit ligurien de succession en Europe occidentale. Band 1[16]: Les pays Alpins (= Rechtshistorisch Instituut, Leiden. Serie 2, Bd. 2, ISSN 0169-9083). Tjeenk Willink, Haarlem 1928.
- Het Ligurische erfrecht in de Nederlanden. 3 Bände. Tjeenk Willink, Haarlem 1929–1936;
  - Band 1: Het westbrabantische erfrecht (= Rechtshistorisch Instituut, Leiden. Serie 2, Bd. 3). 1929;
  - Band 2: Het west-vlaamsche erfrecht (= Rechtshistorisch Instituut, Leiden. Serie 2, Bd. 5). 1932;
  - Band 3: Het oost-vlaamsche erfrecht (= Rechtshistorisch Instituut, Leiden. Serie 2, Bd. 7). 1936.
- Misbruik van recht en wetsontduiking. In: Annales de droit et de sciences politiques. Bd. 1936/1937, ZDB-ID 203538-8, S. 703–724, (Wiederabdruck in: Meijers: Verzamelde privaatrechtelijke opstellen. Band 1: Algemene onderwerpen. Totstandkoming, wijziging en herziening van het Burgerlijk Wetboek. Huwelijksgoederenrecht. Erfrecht (= Leidse juridische reeks van de Rijksuniversiteit te Leiden. 1, ZDB-ID 1465934-7). Universitaire Pers Leiden, Leiden 1954, S. 62–81).
- als Herausgeber: Responsa doctorum Tholosanorum  (= Rechtshistorisch Instituut, Leiden. Serie 2, Bd. 8). Tjeenk Willink, Haarlem 1938.
- Vorwort in: Eduard Muntingh Hamman: Die risiko by die koopkontrak in die Suid-Afrikaanse reg. Van Schaik, Pretoria 1938, (Leiden, Rijksuniversiteit, Dissertation, 1938).
- Recueil de lois modernes concernant le droit international privé. Universitaire Pers Leiden, Leiden 1947.
- Het kort geding. Tjeenk Willink, Zwolle 1947; 2. Auflage 1967, herausgegeben von Johannes Theodorus Vermeulen.
- De algemene begrippen van het burgerlijk recht (= Algemene leer van het burgerlijk recht. Bd. 1). Universitaire Pers Leiden, Leiden 1948, (Auch: 1958).
- Het voorstel van L.V.V.S. aan haar schuldeisers. Tjeenk Willink, Zwolle 1950.
- Ontwerp voor een nieuw Burgerlijk Wetboek. 12 Bände. Staatsdrukkerij- en uitgeverijbedrijf, 's-Gravenhage 1954–1976.